# Зэйл, Тони
Тони Зэйл (англ. Tony Zale; урождённый Энтони Флориан Залески (англ. Anthony Florian Zaleski); 29 мая 1913, Гэри, США — 20 марта 1997) — американский боксёр польского происхождения. Чемпион мира в средней весовой категории (NBA, 1940—1947; NYSAC, 1941—1947; 1948).
В 1946 году признан «Боксёром года» по версии журнала «Ринг».

## Профессиональная карьера
Дебютировал на профессиональном ринге 11 июня 1934 года, одержав победу по очкам.
29 января 1940 года победил по очкам чемпиона мира в среднем весе Эла Хостака. Счёт судей: 53-47, 54-46, 53-47. Титул Хостака на кону не стоял.

### Чемпионский бой сЭлом Хостаком
19 июля 1940 года во второй раз в карьере встретился с Элом Хостаком. На кону стоял титул чемпиона мира в среднем весе по версии NBA, принадлежавший Хостаку. Зэйл одержал победу техническим нокаутом в 13-м раунде и завоевал титул.
19 ноября 1940 года победил по очкам бывшего чемпиона мира в среднем весе Фреда Апостоли. Титул на кону не стоял.
21 февраля 1941 года нокаутировал в 14-м раунде Стива Мамакоса и защитил титул NBA.

### Третий бой сЭлом Хостаком
Третий бой между Зэйлом и Хостаком состоялся 28 мая 1941 года. Зэйл защитил титул, нокаутировав соперника уже во 2-м раунде.

### Бой с Джорджем Абрамсом
28 ноября 1941 года встретился с Джорджем Абрамсом. Помимо титула NBA, на кону стоял вакантный титул чемпиона мира по версии NYSAC. Поединок продлился все 15 раундов. Победителем был объявлен Тони Зэйл.
13 февраля 1942 года проиграл по очкам бывшему чемпиону мира в полутяжёлом весе Билли Конну. Титул Зэйла на кону не стоял. Это был последний бой Зэйла перед тем, как отправиться на фронт.

## Вторая мировая война
Во время Второй мировой войны служил во флоте.

## Возвращение на ринг
Первый бой после возвращения на ринг провёл 7 января 1946 года, одержав победу нокаутом в 4-м раунде. Титулы на кону не стояли.

### Чемпионский бой сРокки Грациано
27 сентября 1946 года Зэйл проводил защиту титула чемпиона мира в среднем весе в бою против Рокки Грациано. Нокаутировал претендента в 6-м раунде. Поединок был признан «Боем года» по версии журнала «Ринг».

### Второй бой сРокки Грациано
16 июля 1947 года Зэйл во второй раз встретился с Рокки Грациано. Грациано победил техническим нокаутом в 6-м раунде и отобрал у Зэйла титул. Поединок был признан «Боем года» по версии журнала «Ринг».

### Третий бой сРокки Грациано
Третий поединок между боксёрами состоялся 10 июня 1948 года. Зэйл нокаутировал Грациано в 3-м раунде и вернул себе чемпионский титул.

### Бой сМарселем Серданом
21 сентября 1948 года защищал чемпионский титул в бою против французского боксёра Марселя Сердана. В 11-м раунде Зэйл был сильно потрясён. В перерыве между 11-м и 12-м раундом рефери остановил бой. Победителем стал Сердан. Поединок был признан «Боем года» по версии журнала «Ринг». После этого Тони Зэйл ушёл из бокса.

## Смерть
Страдал от болезни Паркинсона и болезни Альцгеймера. Ушёл из жизни 20 марта 1997 года.

## Признание
- Президентская гражданская медаль (1989)[20].
- В 1991 году включён в Международный зал боксёрской славы.
- Включён во Всемирный зал боксёрской славы.
- В 1975 году журнал «Ринг» поставил Зэйла на 6-е место в списке Величайших боксёров в истории среднего веса.
- В 2001 и 2004 годах журнал «Ринг» ставил Зэйла на 12-е место в списке Величайших боксёров в истории среднего веса.